# 朴正愛
朴 正愛（ぼくせいあい、パク・チョンエ、朝鮮語: 박정애、1907年 - 1987年？）は、朝鮮の独立運動家、朝鮮民主主義人民共和国の女性政治家。北朝鮮労働党中央委員会常務委員、朝鮮民主女性同盟中央委員会委員長、朝鮮労働党中央委員会副委員長、最高人民会議常任委員会副委員長などを歴任。北朝鮮の政権発足に重要な役割を果たした。1950年に国際スターリン平和賞を受賞した。朝鮮共産党北部朝鮮分局責任秘書を務めた金鎔範は夫。和田春樹は国内派に分類しているが、アンドレイ・ランコフはこれに異義を唱え、ソ連派に分類している。ロシア名はヴェーラ・イヴァーノヴナ・ツォイ（ロシア語: Вера Ивановна Цой）。

## 経歴
1907年に咸鏡北道で生れた。ソ連の東方勤労者共産大学に留学し、1931年に同じく留学生だった金鎔範と出会った。同年に帰国し地下工作を行うが1935年に独立運動家の朱寧河・金鎔範と共に逮捕され、1945年まで服役した。釈放されると1945年11月に結成された朝鮮民主女性同盟の初代委員長に就いた。1946年には北朝鮮人民委員会中央委員、北朝鮮労働党中央委員会常務委員・婦女部長に就任した。1947年に最高人民会議第1期代議員に選出され、最高人民会議常任委員会委員に選出された。1949年にパリで開催された世界平和評議会に政府代表団長として参加した。1950年にソ連によって創設された国際スターリン平和賞を受賞した。1952年に北京で開催されたアジア太平洋地域平和会議に政府代表団長として参加した。1953年に朝鮮労働党中央委員会政治委員に、1959年には中央委員会副委員長に選出され、序列5位となった。1961年に農業相に就任し、1962年に最高人民会議常任委員会副委員長に就任した。同年に海外同胞援護委員会委員長にも選出された。
1968年夏以降は突然政治の表舞台から消え、ソ連の外交官らも含め誰しもが朴正愛は粛清されたものと考えていたが、1986年に重要性の低い役割においてではあるものの再び姿を現した。大城山革命烈士陵には朴正愛と金鎔範の共同の墓碑があり、朴正愛は1987年に80歳で没したと記されているが、その正確さや死因などの詳細は不明である。朴と金には朴順姫（ロシア語: Пак Сун-Хви）という娘がいるが、理由は不明ながら母方の姓を名乗っている。2000年10月、かつて母がその職を占めていた朝鮮社会主義女性同盟の委員長人事に関連して、朴順姫の名が報道に現れた。

## 参考資料
- アンドレイ・ランコフ 著、下斗米伸夫、石井知章 訳『スターリンから金日成へ：北朝鮮国家の形成 1945～1960年』法政大学出版局、2011年。ISBN 978-4-5886-0316-7。
- Герман Ким. “Пак Ден Ай (Цой Вера Ивановна) – La Donna Misteriosa”. koreans.kz. 2022年1月26日閲覧。